# Смитт, Клара Эмилия
Клара Эмилия Смитт (швед. Clara Emilia Smitt; 4 января 1864, Стокгольм, Шведско-норвежская уния — 13 января 1928, Стокгольм, Швеция) — шведский врач и писательница. Возглавляла санаторий в Сальтшёбадене .

## Биография
Родилась 4 января 1864 года в Стокгольме. Она была приёмным ребёнком Клары Жозефины Густафссон; прежде же, несколько лет жила в приюте.
Получив начальное образование, она выучилась на медсестру. Затем получила практические знания по гидротерапии в немецком Вёрисхофене. Обучалась у австрийского доктора Вильгельма Винтерница.
В 1895 году она переехала в Сальтшёбаден, где открыла санаторий.
В 1897 году была медсестрой-волонтёром во время греко-турецкой войны и в 1899 году была награждена медалью Красного Креста в память о её работе во время войны. Медаль была вручена греческой королевой Ольгой Константиновной.
Клара Смитт была одним из первых активистов по правам женщин в Швеции и написала на эту тему статью для журнала Idun (23 июля 1896). В 1897 году она опубликовала книгу под названием Kvinnans ställning i samhället: några inlägg i nutidens sociala spörsmål (Положение женщин в обществе: несколько записок о современных социальных вопросах). В 1898 году она издавала «Гелиос» — журнал для «духовного и материального благополучия», который вышел в семи изданиях.
В 1898 году Клара Смитт вышла замуж за Эрланда Дрисилиуса и впоследствии изменила свое имя на Клару Смитт-Дрисилиус.
В 1902 году экономические трудности заставили её оставить Сальтшёбаден и в декабре того же года супруги переехали в Вингокер в округе Седерманланд, где они начали работать в спа-центре под названием Byle-Wörishofen. До 1903 года она также открыла институт светотерапии «Гелиос» в Риддаргате в Стокгольме.
Скончалась 13 января 1928 года в Стокгольме.